# FK Željezničar Sarajevo
Der Fudbalski klub Željezničar (Fußballverein Željezničar) ist einer der bekanntesten und erfolgreichsten Fußballvereine aus der bosnischen Hauptstadt Sarajevo. Der Vereinsname bedeutet Eisenbahner, denn der Verein wurde von einer Gruppe Bahnarbeiter am 19. September 1921 gegründet. In Bosnien ist der Verein als Talentschmiede dafür bekannt und verkauft regelmäßig talentierte Spieler, um seine finanzielle Lage zu stabilisieren. Der Verein gewann bisher sechs Meistertitel in der bosnischen Premijer Liga. Zudem wurde der Verein sechsmal bosnischer Pokalsieger.
Während der Zeit der SFR Jugoslawien wurde der FK Željezničar in der Saison 1971/72 der 1. jugoslawischen Fußballliga Staatsmeister und qualifizierte sich somit zum ersten Mal für den Europapokal der Landesmeister. Die größten Erfolge für den Verein waren der Einzug in das Halbfinale und das Viertelfinale des UEFA-Pokals in der Saisons 1984/85. Der FK Željezničar war damit der erste bosnische Verein, der ein Europapokal-Halbfinale erreichte, und einer von wenigen aus dem ehemaligen Jugoslawien, denen das gelang.
Željezničar gelang es bisher noch nie, sich für die UEFA Champions League zu qualifizieren. In der Am weitesten in der Qualifikation kam der Klub in der Saison 2002/03, als man in der 3. Qualifikationsrunde gegen Newcastle United ausschied.
Die Spitznamen des Vereins sind Željo oder Plavi (Die Blauen).

## Geschichte

### Vor der Unabhängigkeit (1921–92)
Der Klub wurde am 15. September 1921 von Schaffnern und Schienenarbeitern der Eisenbahnen des Königreichs der Serben, Kroaten und Slowenen gegründet. Das erste Spiel wurde in Kovačići, einem Stadtteil Sarajevos, gegen den NK SAŠK bestritten und endete in einer 1:5-Niederlage. Das zweite Spiel verlor man gegen den Sarajevski ŠK mit 1:2.
Zu Beginn des 20. Jahrhunderts gab es in Sarajevo viele Fußballvereine. Diese waren üblicherweise relativ finanzstark, da sie durch ethnisch homogene Organisationen unterstützt wurden. Željezničar war hingegen ein Verein der Arbeiterklasse, welcher alle Schichten der Stadt – und vor allem: alle ethnischen Gruppen – vereinte. Da der Verein finanziell damals schwach aufgestellt war, organisierten die Spieler beispielsweise Tanznächte. Das damit erwirtschaftete Geld wurde genutzt, um Fußbälle und Schuhe zu kaufen. Doch der FK Željezničar hatte nicht nur finanzielle Probleme. Das multiethnische Bild des Vereines wurde von vielen als Bedrohung gesehen, so wurde der Klub jahrelang unterdrückt.
Als 1941 der Zweite Weltkrieg auch nach Sarajevo kam, kamen alle sportlichen Aktivitäten zum Stillstand. Sehr viele Mitglieder von Željo waren Anhänger von Widerstandsbewegungen und manche von ihnen wurden sogar umgebracht. Nach dem Krieg wurde Željezničar erneut gebildet und gewann gleich im Jahr 1946 die bosnische Meisterschaft. Dieser Erfolg garantierte ihnen einen Platz in der jugoslawischen Liga. Bald danach gründete die UDBA gemeinsam mit anderen Bürgern Sarajevos den FK Torpedo, heute bekannt als FK Sarajevo.

#### Saison 1971/72
| Pl. | Verein                  | Sp. | S  | U  | N  | Tore    | Diff. | Punkte |
| --- | ----------------------- | --- | -- | -- | -- | ------- | ----- | ------ |
| 1.  | FK Željezničar Sarajevo | 34  | 21 | 9  | 4  | 055:200 | +35   | 51:17  |
| 2.  | FK Roter Stern Belgrad  | 34  | 19 | 11 | 4  | 057:210 | +36   | 49:19  |
| 3.  | OFK Belgrad             | 34  | 17 | 11 | 6  | 056:260 | +30   | 45:23  |
| 4.  | FK Vojvodina            | 34  | 15 | 12 | 7  | 050:380 | +12   | 42:26  |
| 5.  | FK Partizan Belgrad     | 34  | 15 | 9  | 10 | 041:350 | +6    | 39:29  |

Der größte inländische Erfolg war der 1. Platz in der 1. jugoslawischen Fußballliga in der Saison 1971/72. Bemerkenswert ist auch, dass der FK Željezničar in der darauffolgenden Saison in den Top 3 gelandet ist.

#### UEFA-Pokal 1984/85
Željezničars größter Erfolg je war der Einzug ins Halbfinale des UEFA-Pokal 1984/85. Die Mannschaft, angeführt von Ivica Osim schied mit 3:4 Gesamtergebnis gegen den Videoton SC aus Ungarn aus. Ein Weiterkommen hätte der Mannschaft im Finale ein Aufeinandertreffen mit Real Madrid ermöglicht.

### Nach der Unabhängigkeit (1992–heute)

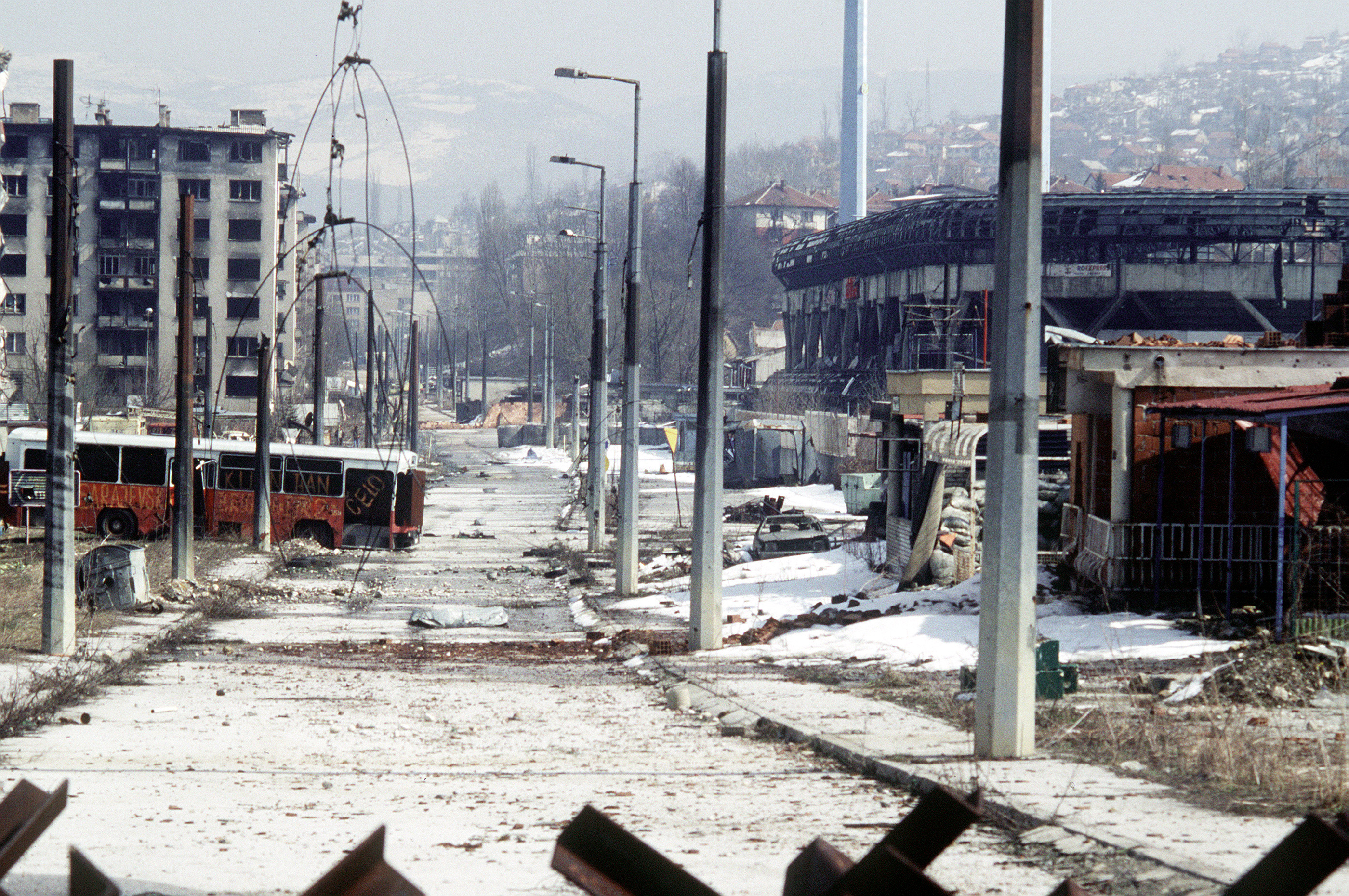
Ruine Stadion Grbavica (rechts) im Jahr 1996

Nach der Unabhängigkeitserklärung der Republik Bosnien und Herzegowina von Jugoslawien brach der Bosnienkrieg aus und der Fußball kam zum Stillstand. Am 5. April 1992 wurde das Spiel zwischen dem FK Željezničar und dem FK Rad Belgrad nach 35 Minuten unterbrochen, nachdem mehrere Schüsse abgegeben worden waren. Zu Beginn der Belagerung von Sarajevo, am 7. Mai 1992, wurde das Stadion von den serbischen Belagerern gezielt unter Beschuss genommen und zerstört. Der Krieg endete 1995. In der unmittelbaren Nachkriegszeit spielten in der neugegründeten Premijer Liga zunächst nur Mannschaften aus der Föderation Bosnien und Herzegowina; Vereine aus der Republika Srpska kamen in der Saison 2002/03 hinzu.

## Fans

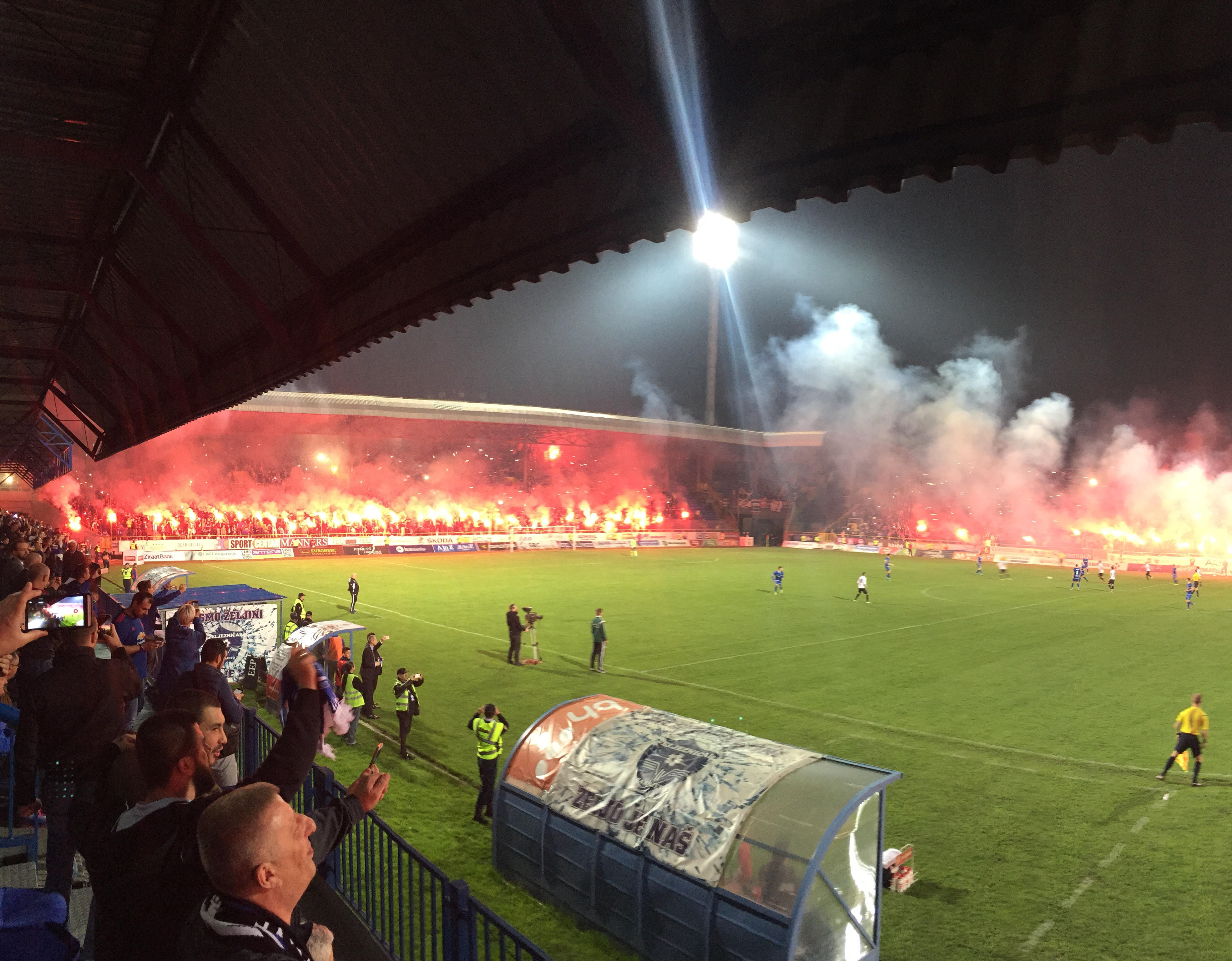
Fans bei einem Spiel gegen die FK Sloboda

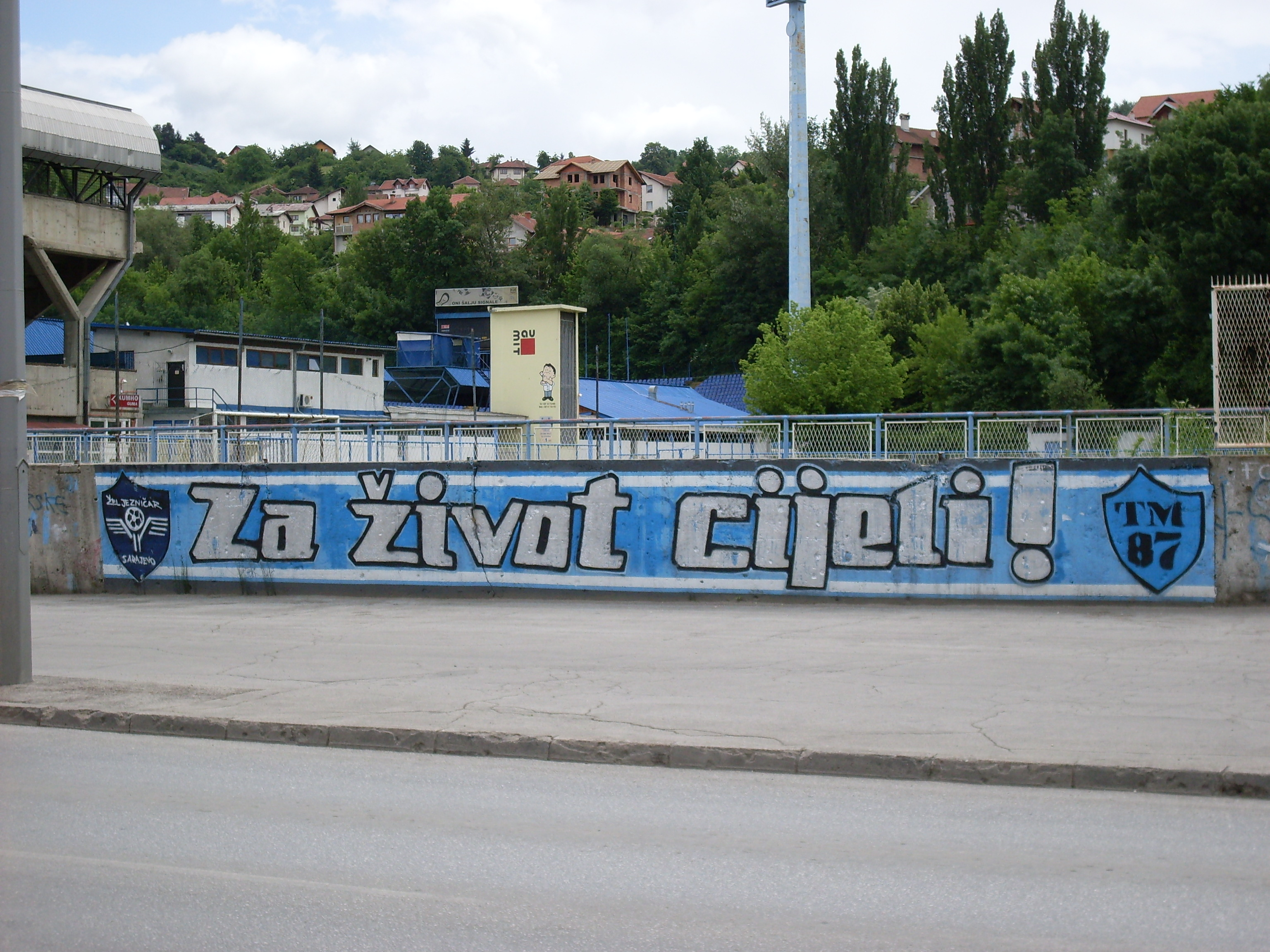
Graffiti vor dem Stadion im Stadtteil Grbavica mit den Worten: Ein Leben lang!

Die Ultras des Vereins nennen sich Manijaci (englisch The Maniacs) und wurden im Jahre 1987 gegründet. Es entstanden auch Untergruppen wie Blue Tigers, Stari Grad, Urban Corps und Joint Union. Der wichtigste und bekannteste Anführer war Dževad Begić-Đilda der im Bosnienkrieg während der Verteidigung der Stadt Sarajevo ums Leben kam. Sie befinden sich auf der Süd-Tribüne des Stadion Grbavica.

## Erfolge
- Bosnisch-herzegowinische Meisterschaft
  - Meister (1): 1946

- Jugoslawische Meisterschaft
  - Meister (1): 1971/72
  - Vizemeister (1): 1970/71

- Jugoslawischer Pokal
  - Finalist (1): 1980/81

- Premijer Liga
  - Meister (6): 1997/98, 2000/01, 2001/02, 2009/10, 2011/12, 2012/13
  - Vizemeister (7): 2002/03, 2003/04, 2004/05, 2014/15, 2016/17, 2017/18, 2019/20

- Bosnisch-Herzegowinischer Pokal
  - Sieger (6): 1999/2000, 2000/01, 2002/03, 2010/11, 2011/12, 2017/18
  - Finalist (4): 1996/97, 2001/02, 2009/10, 2012/13

- Bosnisch-herzegowinischer Supercup
  - Sieger (3): 1998, 2000, 2001

## Europapokalbilanz
In der Saison 1984/85 spielte Željezničar im UEFA-Pokal. Das erste Spiel bestritt der Klub gegen den DFS Sliwen. In Bulgarien verlor er mit 0:1, im Heimspiel gewann Željezničar mit 5:1 und trat damit in die zweite Runde des UEFA-Cups ein. Gegen den FC Sion aus der Schweiz gewann Željezničar zuhause mit 2:1, in der Schweiz trennten sich die Klubs mit 1:1. Željezničar kam damit ins Achtelfinale. Dort traf er auf Universitatea Craiova aus Rumänien. In Rumänien verlor Željezničar überraschend mit 0:2, doch in Sarajevo gewann man mit 4:0 und stand damit im Viertelfinale. In der Runde der letzten acht musste Željezničar gegen Dinamo Minsk aus der damaligen Sowjetunion spielen. Zuhause konnte Željezničar mit 2:0 gewinnen, in Minsk spielte man 1:1 und war damit im Halbfinale. Dort traf Željezničar auf den FC Videoton Székesfehérvár und verlor im ersten Spiel mit 1:3. In Sarajevo gewann er nur mit 2:1 und schied damit aus dem UEFA-Pokal aus. Bester Torschütze in dieser Saison war Edin Bahtić von Željezničar mit 7 Toren.
| Saison  | Wettbewerb                    | Runde                  | Gegner                | Gesamt          | Hin     | Rück          |
| ------- | ----------------------------- | ---------------------- | --------------------- | --------------- | ------- | ------------- |
| 1970/71 | Messestädte-Pokal             | 1. Runde               | RSC Anderlecht        | 7:9             | 3:4 (H) | 4:5 (A)       |
| 1971/72 | UEFA-Pokal                    | 1. Runde               | FC Brügge             | 4:3             | 3:0 (H) | 1:3 (A)       |
| 1971/72 | UEFA-Pokal                    | 2. Runde               | FC Bologna            | (a)3:3(a)       | 1:1 (H) | 2:2 (A)       |
| 1971/72 | UEFA-Pokal                    | 3. Runde               | FC St. Johnstone      | 5:2             | 0:1 (A) | 5:1 (H)       |
| 1971/72 | UEFA-Pokal                    | Viertelfinale          | Ferencváros Budapest  | 3:3 (4:5 i. E.) | 1:2 (A) | 2:1 n. V. (H) |
| 1972/73 | Europapokal der Landesmeister | 1. Runde               | Derby County          | 1:4             | 0:2 (A) | 1:2 (H)       |
| 1984/85 | UEFA-Pokal                    | 1. Runde               | DFS Sliwen            | 5:2             | 0:1 (A) | 5:1 (H)       |
| 1984/85 | UEFA-Pokal                    | 2. Runde               | FC Sion               | 3:2             | 2:1 (H) | 1:1 (A)       |
| 1984/85 | UEFA-Pokal                    | 3. Runde               | Universitatea Craiova | 4:2             | 0:2 (A) | 4:0 (H)       |
| 1984/85 | UEFA-Pokal                    | Viertelfinale          | FK Dinamo Minsk       | 3:1             | 2:0 (H) | 1:1 (A)       |
| 1984/85 | UEFA-Pokal                    | Halbfinale             | Videoton SC           | 3:4             | 1:3 (A) | 2:1 (H)       |
| 1998/99 | UEFA-Pokal                    | 1. Runde               | FC Kilmarnock         | 1:2             | 1:1 (H) | 0:1 (A)       |
| 2000/01 | UEFA-Pokal                    | Qualifikation          | Wisła Krakau          | 1:3             | 0:0 (H) | 1:3 (A)       |
| 2001/02 | UEFA Champions League         | 1. Qualifikationsrunde | Lewski Sofia          | 0:4             | 0:4 (A) | 0:0 (H)       |
| 2002/03 | UEFA Champions League         | 1. Qualifikationsrunde | ÍA Akranes            | 4:0             | 3:0 (H) | 1:0 (A)       |
| 2002/03 | UEFA Champions League         | 2. Qualifikationsrunde | Lillestrøm SK         | 2:0             | 1:0 (A) | 1:0 (H)       |
| 2002/03 | UEFA Champions League         | 3. Qualifikationsrunde | Newcastle United      | 0:5             | 0:1 (H) | 0:4 (A)       |
| 2002/03 | UEFA-Pokal                    | 1. Runde               | FC Málaga             | 0:1             | 0:0 (H) | 0:1 (A)       |
| 2003/04 | UEFA-Pokal                    | Qualifikation          | Anorthosis Famagusta  | 4:1             | 1:0 (H) | 3:1 (A)       |
| 2003/04 | UEFA-Pokal                    | 1. Runde               | Heart of Midlothian   | 0:2             | 0:0 (A) | 0:2 (H)       |
| 2004/05 | UEFA-Pokal                    | 1. Qualifikationsrunde | SS Pennarossa         | 9:1             | 5:1 (A) | 4:0 (H)       |
| 2004/05 | UEFA-Pokal                    | 2. Qualifikationsrunde | Litex Lowetsch        | 1:9             | 1:2 (H) | 0:7 (A)       |
| 2010/11 | UEFA Champions League         | 2. Qualifikationsrunde | Hapoel Tel Aviv       | 0:6             | 0:5 (A) | 0:1 (H)       |
| 2011/12 | UEFA Europa League            | 2. Qualifikationsrunde | Sheriff Tiraspol      | 1:0             | 1:0 (H) | 0:0 (A)       |
| 2011/12 | UEFA Europa League            | 3. Qualifikationsrunde | Maccabi Tel Aviv      | 0:8             | 0:2 (H) | 0:6 (A)       |
| 2012/13 | UEFA Champions League         | 2. Qualifikationsrunde | NK Maribor            | 2:6             | 1:4 (A) | 1:2 (H)       |
| 2013/14 | UEFA Champions League         | 2. Qualifikationsrunde | Viktoria Pilsen       | 4:6             | 3:4 (A) | 1:2 (H)       |
| 2014/15 | UEFA Europa League            | 1. Qualifikationsrunde | FK Lovćen Cetinje     | 1:0             | 0:0 (H) | 1:0 (A)       |
| 2014/15 | UEFA Europa League            | 2. Qualifikationsrunde | FK Metalurg Skopje    | (a)2:2(a)       | 0:0 (A) | 2:2 (H)       |
| 2015/16 | UEFA Europa League            | 1. Qualifikationsrunde | FC Balzan             | 3:0             | 2:0 (A) | 1:0 (H)       |
| 2015/16 | UEFA Europa League            | 2. Qualifikationsrunde | Ferencváros Budapest  | 3:0             | 1:0 (A) | 2:0 (H)       |
| 2015/16 | UEFA Europa League            | 3. Qualifikationsrunde | Standard Lüttich      | 1:3             | 1:2 (A) | 0:1 (H)       |
| 2017/18 | UEFA Europa League            | 1. Qualifikationsrunde | FK Zeta Golubovci     | 3:2             | 1:0 (H) | 2:2 (A)       |
| 2017/18 | UEFA Europa League            | 2. Qualifikationsrunde | AIK Solna             | 0:2             | 0:0 (H) | 0:2 (A)       |
| 2018/19 | UEFA Europa League            | 1. Qualifikationsrunde | JK Trans Narva        | 5:1             | 2:0 (A) | 3:1 (H)       |
| 2018/19 | UEFA Europa League            | 2. Qualifikationsrunde | Apollon Limassol      | 2:5             | 1:2 (H) | 1:3 (A)       |
| 2020/21 | UEFA Europa League            | 1. Qualifikationsrunde | Maccabi Haifa         | 1:3             | 1:3 (H) | 1:3 (H)       |
| 2023/24 | UEFA Europa Conference League | 1. Qualifikationsrunde | FK Dinamo Minsk       | 4:3             | 2:2 (H) | 2:1 (A)       |
| 2023/24 | UEFA Europa Conference League | 2. Qualifikationsrunde | Neftçi Baku           | 2:4             | 2:2 (H) | 0:2 (A)       |
| 2025/26 | UEFA Conference League        | 1. Qualifikationsrunde | FC Koper              | 2:4             | 1:1 (H) | 1:3 (A)       |

Gesamtbilanz: 79 Spiele, 26 Siege, 18 Unentschieden, 35 Niederlagen, 99:118 Tore (Tordifferenz −19)

## Jugendabteilung

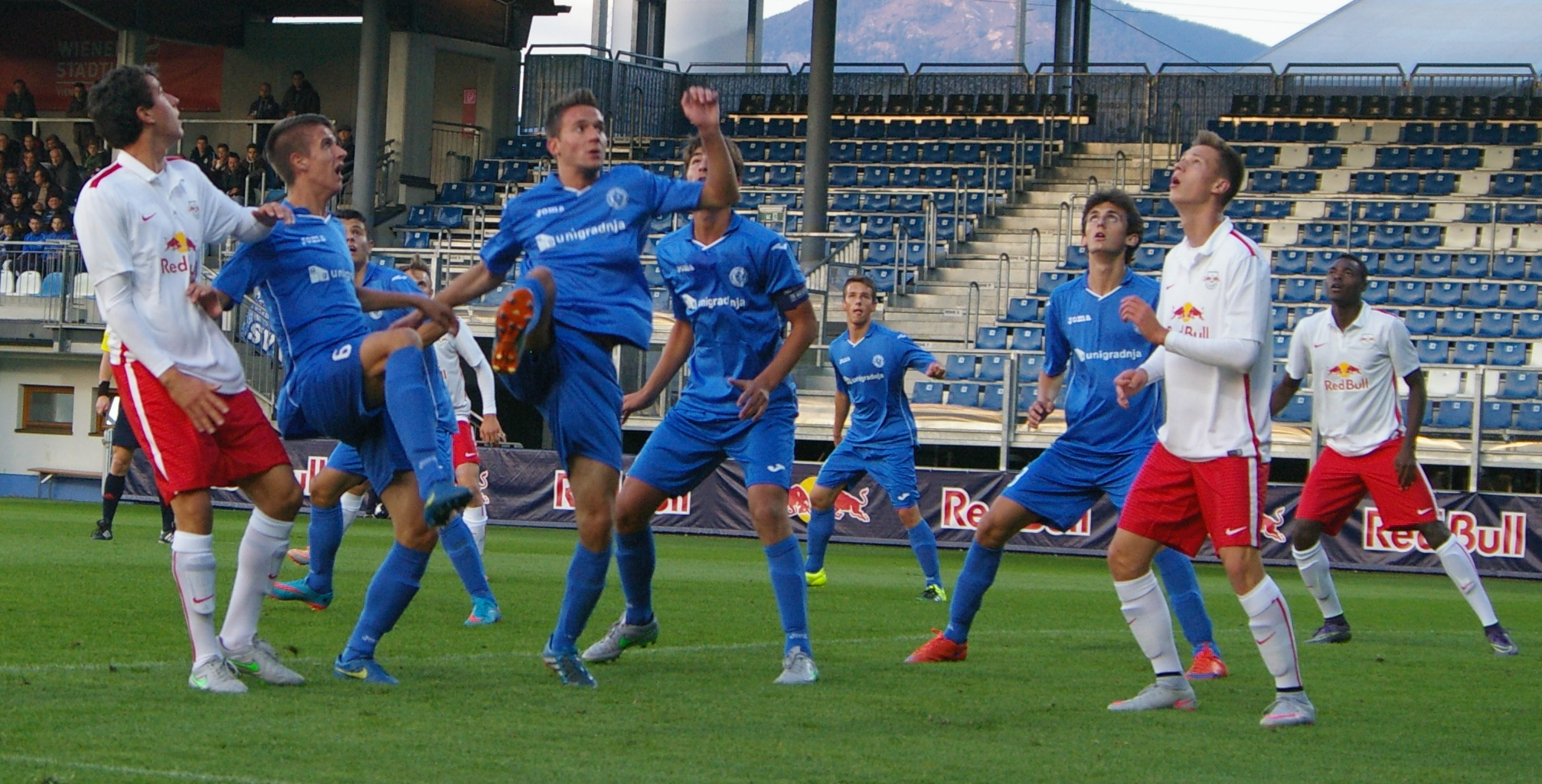
FC Salzburg gegen FK Željezničar Sarajevo U19

Die Jugendabteilung und die Fußballschule des FK Željezničar ist eine der besten des ganzen Landes. Die U-19 ist regelmäßiger Teilnehmer der UEFA Youth League. Sie war auch die erste Mannschaft aus Bosnien-Herzegowina, die die Vorrunden überstand.

## Ehemalige Spieler
- Edin Bahtić
- Riad Bajić
- Elvir Baljić
- Mehmed Baždarević
- Samir Bekrić
- Edin Cocalić
- Edin Džeko
- Kenan Hasagić
- Armin Hodžić
- Sulejman Krpić
- Samir Muratović
- Ivica Osim
- Mario Stanić
- Semir Štilić
- Edin Višća
- Avdija Vršajević